# Ertuğrul
Ertugrul ili Gazi (osmanski turski: ارطغرل) bio je otac Osmana I, njegov sin Osman osnovao je Osmansko Carstvo. Rođen je 1221./1222. godine u gradu Ahlatu. Osim Osmana I, Ertugrul je imao još dvoje djece Saru Batu Savcı Bey i Gunduz Bey. Njegov otac je Suleyman Shah. Ertugrul je umro 1281. godine u gradu Sogutu.